# Эрикссон, Юнас
Юнас Эрикссон (швед. Jonas Eriksson; 28 марта 1974, Сигтуна, Швеция) — шведский футбольный судья.
С 2011 года работает только судьёй, до этого являлся учредителем компании по продаже прав на спортивные трансляции, однако компания, принадлежавшая ему и двум другим партнёрам, была продана французскому холдингу Groupe Lagardère, за 75 млн евро, 15 % этой суммы отошла Юнасу Эрикссону. Судья ФИФА с 2002 года. Один из судей розыгрыша финальных турниров чемпионата Европы 2012 года в Польше и Украине и чемпионата Европы 2016 года во Франции. Один из судей финальной стадии чемпионата мира 2014 в Бразилии.
Начал заниматься судейством в 1994 году, в 2000 году был допущен до судейства матчей высшего дивизиона чемпионата Швеции. Международные матчи начал судить с 2002 года. Многократно являлся главным судьёй отборочных матчей к чемпионатам мира и Европы.
В 2009 году был признан лучшим футбольным судьёй Швеции. В среднем за игру предъявляет 2,74 жёлтой и 0,07 красной карточки (данные на февраль 2012 года).
30 мая 2018 года объявил о завершении своей судейской карьеры, заявив при этом, что из-за кумовства и непрозрачности при выборе судей шведские судьи не получают того количества матчей, которого заслуживают, а также о том, что о своём непопадании на чемпионат мира он узнал из газет, и что именно это послужило одним из ключевых факторов, повлиявших на принятие решения о завершении карьеры.